# Oxelösund (Gemeinde)
Koordinaten: 58° 40′ N, 17° 7′ O

Oxelösund ist eine Gemeinde (schwedisch kommun) in der schwedischen Provinz Södermanlands län und der historischen Provinz Södermanland. Der Hauptort der Gemeinde ist Oxelösund.

## Geographie
Die Gemeinde ist mit 33 km² eine der kleinsten Gemeinden in Schweden. Sie liegt mit ihren Schären und Stränden in der Ostsee und grenzt an Land nur an die Gemeinde Nyköping.

## Geschichte
Ein Hafen befindet sich seit mindestens 500 Jahren in Oxelösund. Als im 19. Jahrhundert der Abbau der Erzindustrie im Bergslagen zunahm, wurde Oxelösund zu einem Transporthafen, um die Stahl-/Eisenerzeugnisse zu verschiffen. Die Gemeinde wurde 1873 an das schwedische Eisenbahnnetz angeschlossen. Beim Bau des neuen Stahlwerks Anfang der 1920er Jahre wurde der alte Ortskern von Oxelösund abgerissen, um Platz zu schaffen, und somit entstand ein vollkommen neues Stadtzentrum.

## Wirtschaft
Etwa 2.500 Menschen sind beim Stahl verarbeitenden Konzern SSAB Oxelösund beschäftigt, der 90 Prozent seiner Waren nach Deutschland exportiert.